# أورارا تاكانو
أورارا تاكانو (高乃麗 تاكانو أورارا) (اسمها الحقيقي هيساكو تاكاياما (高山ひさ子 تاكاياما هيساكو)) هي مؤدية أصوات يابانية ولدت في 16 أغسطس 1961 في طوكيو.

## ادوارها في الأنمي

### مسلسلات أنمي تلفزيونية
- بي بليد - علاء
- بي بليد ج3 - علاء
- سابق ولاحق - الصاعق
- مدينة الصفصاف - علام
- بوكيمون - رايتشو ("صراع الصدمة الكهربائية")
- غاش بيل الذهبي - زيون
- تيرن إيه جاندام - كانسر كافكا
- القناص - ايرومي, جين فريكس (أيام الطفولة)
- يوغي - ويفل أندروود
- ساكورا تايسن - ماريا تاتشيبانا
- يو يو هاكوشو - كايسي ساتو
- داركر ذان بلاك: المقاول الأسود - آلما
- سيمون - واوف
- أنا وأختي - لؤي
- بارادايس كيس - ريسا كانزاكي
- دار الأوراق الخمس - أني-سان
- ماوكلي فتى الأدغال - ماوكلي
- كيكايشي - أتورا هاناشيما
- فيت/إكسترا Last Encore - رايدر

### أنمي الإنترنت
- هيتاليا Axis Powers - بيلاروسيا
- سورد غاي ذي أنيميشن - ياسوكو تاناكا

### أفلام أنمي
- هيتاليا: الشاشة الفضية Paint it, White - بيلاروسيا

## أدوارها في ألعاب الفيديو
- سلسلة ألعاب ساكورا تايسن - ماريا تاتشيبانا
- كينغدوم هارتس 3D: دريم دروب ديستانس - أزميرالدا
- فيت/إكسترا - رايدر

## أدوارها في الدبلجة اليابانية
- فتيات القوة - آنسة سارا بيلوم, ليتل أرتورو
- شلة بط - فرفور
- سلسلة أفلام هاري بوتر
  - هاري بوتر وجماعة العنقاء - بيلاتريكس لسترانج
  - هاري بوتر والأمير الهجين - بيلاتريكس لسترانج
  - هاري بوتر ومقدسات الموت – الجزء 1 - بيلاتريكس لسترانج
  - هاري بوتر ومقدسات الموت – الجزء 2 - بيلاتريكس لسترانج
- شركة المرعبين المحدودة - سالي
- نادي القتال - مارلا سينغر
- شيكاغو - الرئيسة مورتون
- الظلال الداكنة - دكتورة جوليا هوفمان
- بيرسي جاكسون والأوليمبونس: لص البرق - السيدة دودز/الثائرة
- غلي - والدة كوين فابراي
- مغامرات تايني تون - مونتانا ماكس

## وصلات خارجية
- أورارا تاكانو على موقع IMDb (الإنجليزية)
- أورارا تاكانو على موقع ميوزك برينز (الإنجليزية)
- أورارا تاكانو على موقع قاعدة بيانات الفيلم (الإنجليزية)
- أورارا تاكانو على موقع ANN person (الإنجليزية)